# Röda Sten konsthall
För andra betydelser, se Röda sten (olika betydelser).

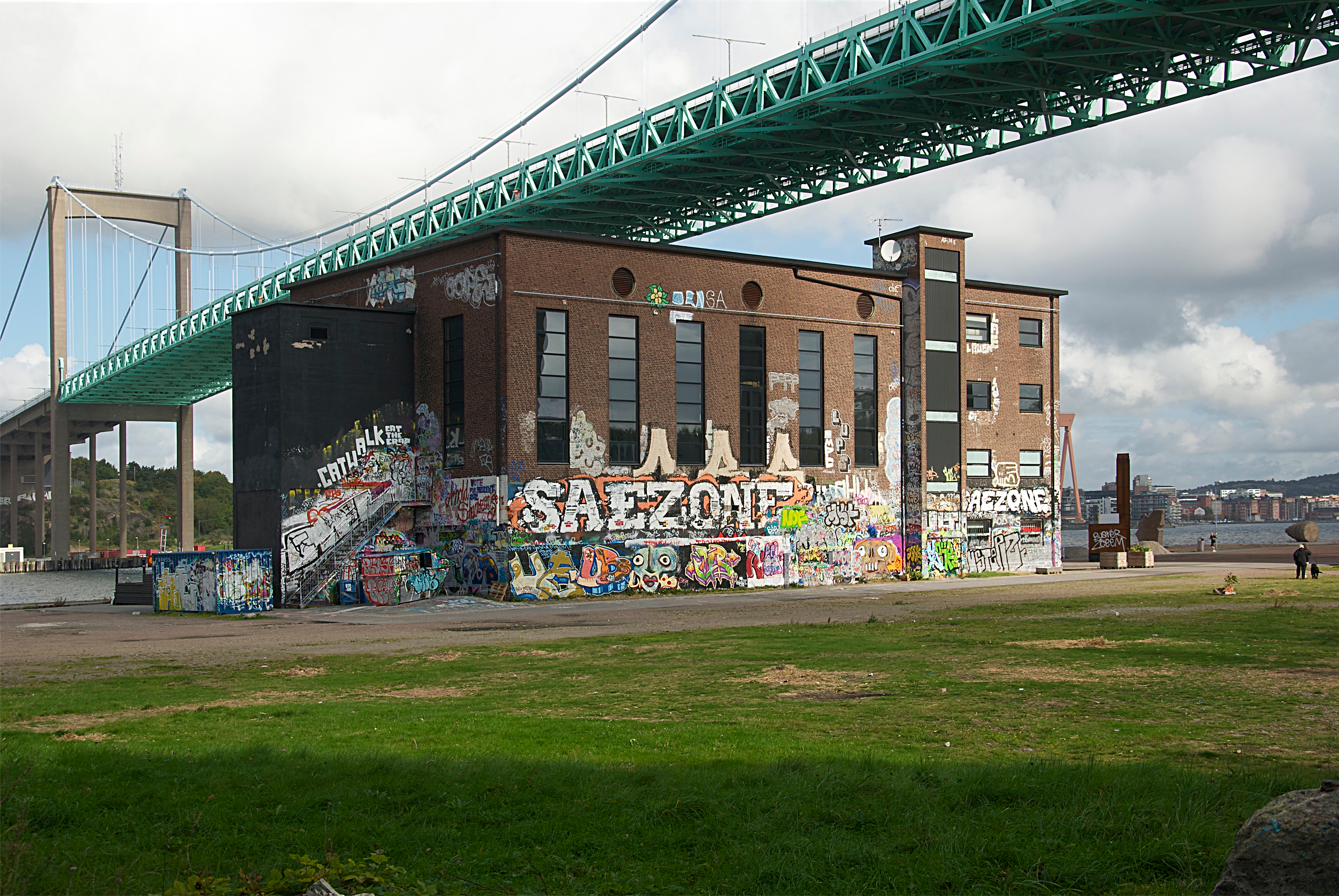
Röda Sten konsthall 2011

Röda Sten konsthall är en konsthall belägen vid Röda Sten, under Älvsborgsbrons södra fäste vid Södra Älvstranden, i Göteborg. På Röda Sten konsthall visas utställningar och föreställningar av svenska och internationella samtidskonstnärer. I husets fyra våningsplan visas allt från måleri och fotografi till performance, video och ljudkonst. Utställningarna byts ut med jämna mellanrum. Under varje utställning erbjuds ett brett utbud av program, visningar, samtal, föreläsningar och kreativa workshops för alla åldrar. I huset finns även en restaurang,  Restaurang Röda Sten.

## Historia
Röda Sten Konsthalls tidiga historia, se Röda sten

### Grundandet

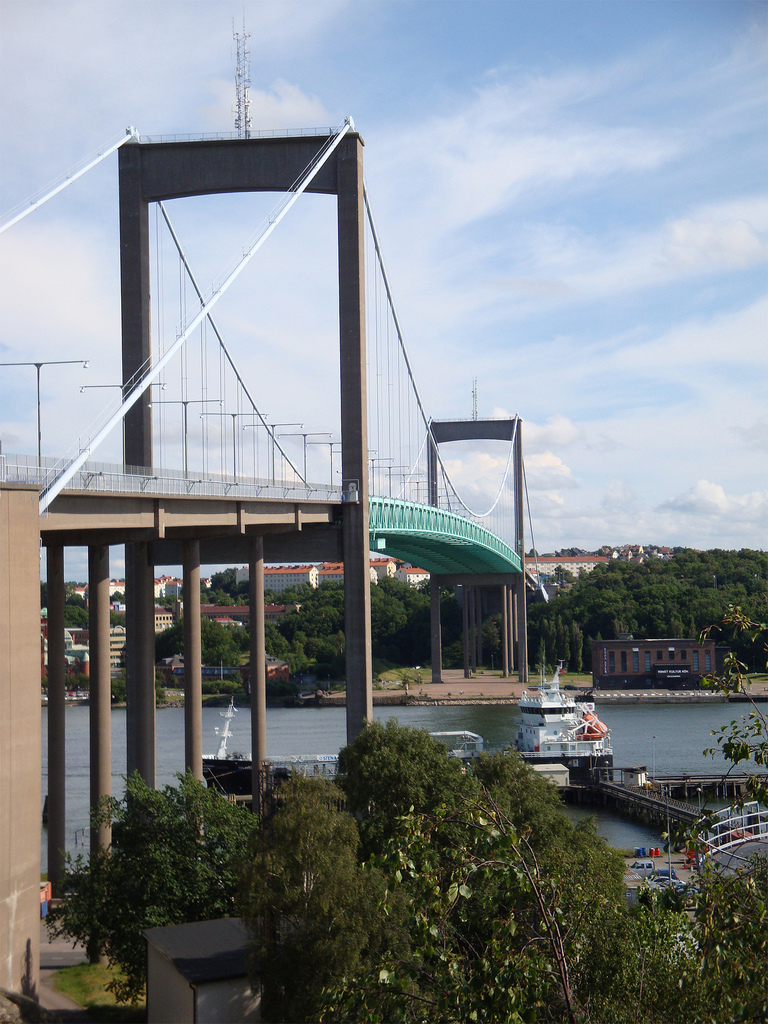
Älvsborgsbron och Röda Stens konsthall (till höger vid brons södra fäste)

Hösten 1991 bildade politikern Per Hållén tillsammans med Bob Kelly, Folke Edwards (chef för Göteborgs konstmuseum 1990-95), Kent Karlsson (professor vid Konsthögskolan Valand vid Göteborgs universitet 1991–97), Lars Strannegård och Akke Zimdal (arkitekt) en arbetsgrupp med uppgift att omvandla området Röda Sten och dess pannhus till en plats för samtida konst och kultur.
Konsthallen startade sin utställningsverksamhet 1996. Idag omfattar konsthallen utöver utställningsytor en verkstad för pedagogisk verksamhet samt en restaurang, bar och uteservering.

### Konsthallens verksamhet professionaliseras från 2005
Röda Sten konsthall har sedan 2005 drivits av anställd personal då föreningens styrelse beslutade att anställa en verksamhetschef. Under början av professionaliseringen av verksamheten arbetade föreningsmedlemmar och anställda tillsammans. Med konsthallens allt större program och internationalisering ökade personalstyrkan och den ideella medlemsverksamheten tog former av en mer traditionell vänförening. Engagemanget för verksamheten, konsten och platsen var alltid närvarande.

### Göteborgs Internationella Konstbiennal
2006 valde Göteborgs kommun att ge uppdraget att arrangera Göteborgs Internationella konstbiennal 2007 till Röda Sten kulturförening vilket de sedan har fortsatt att göra.

## Organisation
Konsthallen drivs av den ideella föreningen Röda Sten Kulturförening, som år 2020 har cirka 600 medlemmar. Röda Sten Konsthalls styrelse utgörs av ca tio ledamöter. En verksamhetschef leder verksamheten och Röda Sten Konsthalls anställda personal.  
Röda Sten Konsthalls verksamhetschef är Mia Christersdotter Norman sedan 2005.  
Följande curatorer har arbetat på Röda Sten konsthall:
- Mariangela Mendez Prencke 2018 - 2020
- Aukje Lepoutre Ravn 2014 - 2017
- Edi Muka 2010 - 2013
- En curatorsgrupp bestående av Lisa Rosendahl, Fredrik Svensk och Henrik Andersson 2007 -2009

Följande curatorer har under Röda Sten konsthalls ledning arbetat med Göteborgs Internationella Konstbiennal (GIBCA): 
- Lisa Rosendahl: Part of the Labyrinth (GIBCA 2019)[5]
- Nav Haq: WheredoIendandyoubegin – On Secularity (GIBCA 2017)
- Elvira Dyangani Ose: A Story within a Story... (GIBCA 2015)
- Katerina Gregos, Andjeas Ejiksson, Ragnar Kjartansson, Claire Tancons, Joanna Warsza: Play! Recapturing the Radical Imagination (GIBCA 2013)
- Sarat Maharaj, Dorethee Albrecht, Stina Edblom, Gertrud Sandqvist: Pandemonium – Art in a Time of Creativity Fever (GIBCA 2011)
- Celia Prado och Johan Pousette: What a Wonderful World (GIBCA 2009)
- Edi Muka och Joa Ljungberg: Rethinking Dissent (GIBCA 2007)

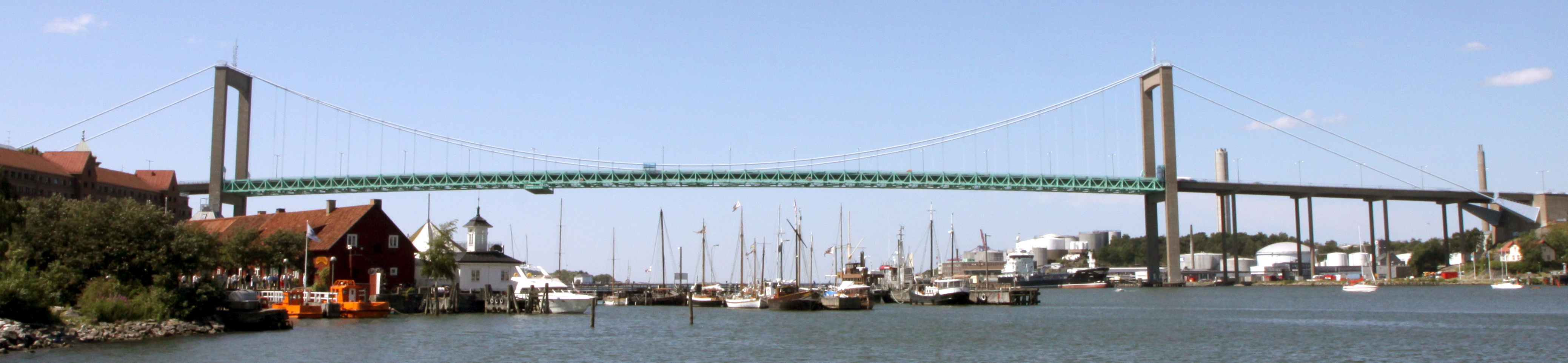
1992 motionerade Per Hållén i Göteborgs kommunfullmäktige om att låta utreda möjligheterna att utveckla området kring Röda Sten till "ett göteborgskt Louisiana." Louisiana är ett konstmuseum norr om Köpenhamn, beläget i ett parklandskap vid Öresunds strand. Röda Stens konsthall läge vid Älvsborgsbron är del i denna vision.

## Övrigt
Traditionen med graffiti i området har resulterat i att den ena av konsthallens ytterväggar ses som en vägg där det är tillåtet att måla. Denna vägg är dock inte en så kallad laglig vägg. Däremot är det lagligt att bemåla Draken, en betongkulptur av Per Agelii, i anslutning till huset.

## Bildgalleri

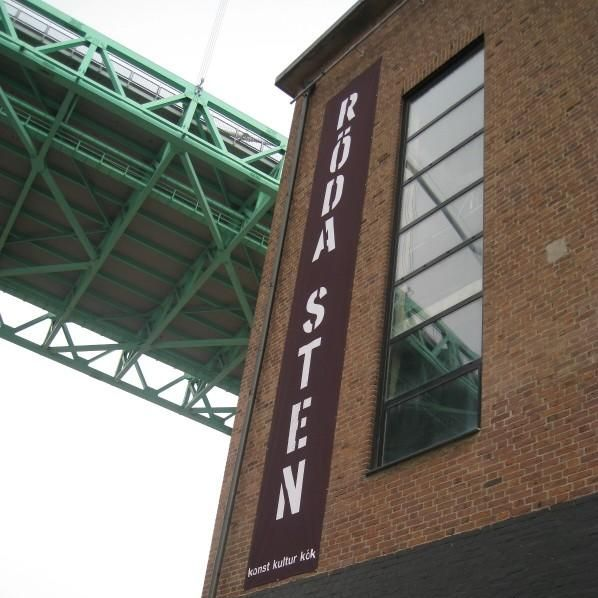
Under Älvsborgsbron ligger det gamla pannhuset som idag inrymmer Röda sten konsthall